# Fugaku (superkomputer)
Fugaku (jap. 富岳) – superkomputer znajdujący się w instytucie badawczym Riken w Kobe w Japonii, będącym następcą komputera K. Wg rankingu TOP500 z listopada 2023 jest to 4 najszybszy superkomputer na świecie.  
Częściowe uruchomienie superkomputera, w niepełnej wersji miało miejsce w czerwcu 2020, natomiast pełne uruchomienie planowane jest na 2022.   

## Sprzęt
Superkomputer jest zbudowany w oparciu o 64-rdzeniowy mikroprocesor Fujitsu A64FX, wykorzystujący architekturę procesora ARM w wersji 8.2A z rozszerzeniem Scalable Vector Extensions (SVE). Fugaku używa 158 976 procesorów A64FX komunikujących się za pomocą opracowanego przez Fujitsu systemu komunikacyjnego zwanego Tofu-D (od ang. torus fusion). 
Moc obliczeniowa superkomputera Fugaku wynosi 0,54 exaFLOPS (Rpeak) w teście FP64 używanym przez TOP500.

## Wydajność
W teście LINPACK (FP64) Fugaku osiąga wydajność 442,01 PFLOPS (Rmax). W teście HPL-AI, wykorzystującym mieszane precyzje obliczeń, superkomputer przekroczył granicę eksaskali, osiągając 2,0 EFLOPS.

## Oprogramowanie
Fugaku będzie używać „lekkiego systemu operacyjnego opartego na wielu jądrach” o nazwie IHK/McKernel. Superkomputer korzysta z systemu operacyjnego Linux oraz lekkiego jądra McKernel. Infrastruktura, na której działają jądra, nazywana jest interfejsem dla heterogenicznych jąder (IHK). Symulacje o wysokiej wydajności są uruchamiane w McKernel, z systemem Linux dostępnym dla wszystkich innych usług zgodnych z POSIX. System operacyjny jest dostępny jako otwarte oprogramowanie w serwisie Github.

## Historia
23 maja 2019 RIKEN ogłosił, że superkomputer ma nazywać się Fugaku (nazwa komputera pochodzi od alternatywnej nazwy góry Fuji). W sierpniu zaprezentowano logo Fugaku z górą Fudżi, która symbolizuje wysoką wydajność superkomputera i szeroką gamę użytkowników. W listopadzie prototyp Fugaku zajął pierwsze miejsce na liście Green500. W czerwcu 2020 Fugaku stał się najszybszym superkomputerem na świecie na liście TOP500, zastępując superkomputer Summit firmy IBM, od którego jest prawie trzykrotnie szybszy.  

## Koszt
W 2018 roku Nikkei poinformowało, że program będzie kosztować 130 miliardów jenów. Koszt programu wywołał kontrowersje – w czerwcu 2020 The New York Times napisał m.in. o tym, że superkomputery w niedalekiej przyszłości będą kosztować mniej i wyprzedzą wydajność Fugaku.  